# Castelo de Newnham
O Castelo de Newnham foi um castelo medieval na vila de Newnham, Kent, Inglaterra.

## História
O Castelo de Newnham foi construído pelos normandos, provavelmente por Fulk de Newenham em meados do século XII durante a guerra civil conhecida como A Anarquia. O castelo estava localizado em uma escarpa ao norte da aldeia. Ele tinha uma torre de menagem de aproximadamente 6,2 metros por 6,1 metros com paredes de 1,8 metros de espessura.